# Ludwig Rellstab
Ludwig Adolf Friedrich Hans Rellstab (nacido el 23 de noviembre de 1904 en Schöneberg , fallecido el 14 de febrero de 1983 en Wedel ) fue un maestro de ajedrez alemán.

## Biografía
Ludwig Rellstab era el hijo del físico Ludwig y su esposa Anna M. Rellstab Kuhlgatz. La pianista Anne Katherine Rellstab fue su hermana mayor, y el crítico musical Heinrich Friedrich Ludwig Rellstab su  bisabuelo paterno.
Con unos once años Rellstab aprende en la familia a jugar al ajedrez. Después de su graduación en 1924 se inició en el mismo año en la Universidad de Berlín para estudiar Matemáticas y Física. Más tarde se trasladó con los mismos estudios a la Universidad de Múnich. Después de un par de semestres, abandonó sus estudios sin grado y se ganaba la vida a partir de entonces como un jugador de ajedrez y escritor de ajedrez, desde 1932 a 1943 como periodista personal en el diario Scherl-Verlag en Berlín. Desde abril de 1943 hasta septiembre de 1944, lideró a los editores de la revista de ajedrez alemán.
El Club de Ajedrez de Berlín lo tomó pronto como miembro. Allí conoció a Emanuel Lasker , Akiba Rubinstein y Richard Teichmann. En Duisburgo en 1929 obtiene el título de Maestro de la Federación Alemana de Ajedrez . En los años siguientes participó en muchos torneos, destacando en 1942 al ganar el Gran Torneo de la Federación Alemana de Ajedrez en Bad Oeynhausen. En los Campeonatos de Europa de Múnich en el mismo año derrotó al vigente campeón del mundo Alexander Alekhine.
Al final de la Segunda Guerra Mundial]] fue soldado en Austria y Hungría. En el verano de 1945 se instala en Hamburgo y fundó un año después (julio de 1946), junto con Carl Ahues y Hans Rodenburg el Club de Ajedrez de la Sociedad de Hamburgo. En 1950 intervino con el club campeón del Campeonato Nacional de equipos de ajedrez alemán. Durante años, intervino como columnista del diario Hamburger Abendblatt.
Fue tres veces campeón de la ciudad de Berlín y cinco veces campeón de la ciudad de Hamburgo. Otros triunfos son en Sopot 1937, Bad Elster 1938, Stuttgart 1947, Cuxhaven 1950, Viborg 1957, Hastings 1973, Bagneux 1973. Representó a Alemania en la Olimpiada de Ajedrez de 1936 en Múnich, así como en tres Olimpiadas de Ajedrez ( 1950 , 1952 , 1954 ).
También dio clases de ajedrez y trabajó en muchas revistas de ajedrez. Trabajó Para la Federación Alemana de Ajedrez durante quince años como secretario de organización, director del torneo y responsable de prensa. Es a través de este trabajo, pero también a través de sus amplios conocimientos, como se ganó el apodo cariñoso de "Profesor Ajedrez".
En 1950 fue nombrado por la Federación Mundial de Ajedrez de la FIDE con el título de Maestro Internacional. Un año más tarde se convirtió en árbitro oficial de la FIDE. Asimismo fue editor del Anuario Schach-Taschen-Jahrbuches.
Tuvo un hijo, Ludwig (* 1935), que era como su padre, un buen jugador de ajedrez, pero no se acerca al nivel de destreza alcanzado por él.
A la edad de 78 años murió en 1983 en Wedel. Su mejor Elo histórico fue la 2609, logrado en junio de 1938.

## Publicaciones
- Damengambit. Lehrbuch für Anfänger und Fortgeschrittene ( Gambito de Dama. Libro de texto para principiantes e intermedios ) (1949)
- Das Schachspiel. Ein Grundlehrgang mit planmäßiger Darstellung der Schacheröffnungen ( El juego del ajedrez. Un curso básico de presentación previa de las aperturas del ajedrez (1956)
- Weltgeschichte des Schachs - Dr. Emanuel Lasker, Verlag Dr. Wildhagen, Hamburgo ( Historia del Mundo del Ajedrez ) (1958)
- Streitfälle aus der Turnierpraxis
- Turnier-Taschenbuch (junto con Alfred Brinckmann)